# Junioren-Weltmeisterschaften im Rudern 2018
Die Junioren-Weltmeisterschaften im Rudern 2018 fanden vom 8. bis 12. August 2018 in Račice u Štětí in Tschechien statt. Die Wettbewerbe wurden auf dem Ruderkanal Račice ausgetragen.
Bei den Meisterschaften wurden 14 Wettbewerbe ausgetragen, davon jeweils sieben für Jungen und Mädchen. Im Vergleich zu den Weltmeisterschafts-Austragungen der Vorjahre wurde das Programm  überarbeitet, so dass erstmals für Jungen und Mädchen gleich viele Wettbewerbe ausgetragen wurden. Die Änderungen sind im Zuge der Umstrukturierungen der olympischen Ruderwettbewerbe ab 2020 vorgenommen worden.
Teilnahmeberechtigt war eine Mannschaft je Wettbewerbsklasse aus allen Mitgliedsverbänden des Weltruderverbandes. Eine Qualifikationsregatta existierte nicht.

## Ergebnisse
Hier sind die Medaillengewinner aus den A-Finals aufgelistet. Diese waren mit sechs Booten besetzt, die sich über Vor- und Hoffnungsläufe sowie Viertel- und Halbfinals für das Finale qualifizieren mussten. Die Streckenlänge betrug in allen Läufen 2000 Meter.

### Junioren
| Bootsklasse                   | Gold | Gold    | Silber | Silber  | Bronze | Bronze  |
| ----------------------------- | --- | ------- | --- | ------- | --- | ------- |
| Einer (JM1x)                  | Vereinigte Staaten Clark Dean | 7:01,37 | Australien Cormac Kennedy-Leverett | 7:05,00 | Belgien Tristan Vandenbussche | 7:07,51 |
| Doppelzweier (JM2x)           | Deutschland Paul Krüger Klas Ole Lass | 6:26,39 | Griechenland Petros Gkaidatzis Grigorios Schizodimos                                                                                                  | 6:29,57 | Tschechien Jakub Kyncl Jan Vacek | 6:31,67 |
| Doppelvierer (JM4x)           | Tschechien Vaclav Baldrian Tomas Sisma Radim Hladek Marek Rehorek | 5:51,81 | Vereinigtes Königreich Victor Kleshnev Jake Offiler James Cartwright Bryn Ellery                                                                      | 5:53,21 | Deutschland Paul Berghoff Alexander Finger Merlin Schmid Aaron Erfanian                                                                                  | 5:54,32 |
| Zweier ohne Steuermann (JM2-) | Rumänien Florin Arteni-Fintinariu Alexandru-Laurentiu Danciu | 6:32,39 | Deutschland Elias Kun Jasper Angl | 6:32,49 | Kroatien Patrik Lončarić Anton Lončarić | 6:37,67 |
| Vierer ohne Steuermann (JM4-) | Vereinigtes Königreich Michael Dalton Douwe De Graaf Calvin Tarczy Theodore Darlow                                                                                      | 5:52,79 | Neuseeland Angus Gilbert Campbell Crouch Elliott Jenkins Flynn Eliadis-Watson                                                                         | 5:56,20 | Italien Alberto Zamariola Achille Benazzo Alessandro Bonamoneta Nicolas Castelnovo                                                                       | 5:58,09 |
| Vierer mit Steuermann (JM4+)  | Italien Aniello Sabatino Davide Verità Federico Dini Leonardo Apuzzo Alessandro Calder (Stm.)                                                                           | 6:17,49 | Vereinigte Staaten Henry Bellew Owen King Chase Haskell Michael Fairley George Doty (Stm.)                                                            | 6:19,98 | Australien Benjamin Gerrard Logan Ullrich Hamish Henriques Miller Eagle-Rowe Isaac Schmidt (Stm.)                                                        | 6:22,29 |
| Achter (JM8+)                 | Vereinigtes Königreich Jake Swann Oscar Olsen Max Shakespeare Dominic Sullivan Connor Sheridan Oliver Parish Thomas Horncastle George Dickinson Axel De Boissard (Stm.) | 5:37,56 | Vereinigte Staaten Ryan Beeler Henry Lowe Charles Fargo Nicholas Fisher Harrison Burke John Ozaeta Eli Kalfaian Harrison Schofield Dylan White (Stm.) | 5:38,34 | Deutschland Paul Kirsch Floyd Benedikter Sören Henkel Marvin Paul Benjamin Zeisberg Patrick Pott Felix Braband Mattes Schönherr Max Schwartzkopff (Stm.) | 5:40,15 |

### Juniorinnen
| Bootsklasse                   | Gold | Gold    | Silber | Silber  | Bronze | Bronze  |
| ----------------------------- | --- | ------- | --- | ------- | --- | ------- |
| Einer (JW1x)                  | Rumänien Tabita Maftei | 7:32,34 | Argentinien Maria Sol Ordas | 7:33,11 | Italien Greta Martinelli | 7:41,22 |
| Doppelzweier (JW2x)           | Volksrepublik China Liu Ying Zhang Peibing | 7:17,41 | Griechenland Ismini Noni Eleni Agioti | 7:19,40 | Neuseeland Stella Clayton-Greene Kathryn Glen | 7:20,10 |
| Doppelvierer (JW4x)           | Schweiz Jana Nussbaumer Lisa Loetscher Emma Kovacs Célia Dupré | 6:25,82 | Deutschland Klara Thiele Annika Steinle Annabelle Bachmann Alexandra Föster                                                                                    | 6:26,65 | Niederlande Susanna Temming Lisa Bruijnincx Fien van Westreenen Femke Paulis | 6:28,62 |
| Zweier ohne Steuerfrau (JW2-) | Griechenland Maria Kyridou Christina Bourmpou | 7:17,10 | Vereinigte Staaten Caitlin Esse Lucy Koven | 7:23,61 | Chile Cristina Hostetter Wells Isidora Niemeyer | 7:26,71 |
| Vierer ohne Steuerfrau (JW4-) | Vereinigte Staaten Kelsey McGinley Julia Braz Margaret Hedeman Catherine Garrett                                                                                      | 6:42,81 | Italien Arianna Passini Khadija Alajdi El Idrissi Vittoria Tonoli Chiara Di Pede                                                                               | 6:43,20 | Neuseeland Holly Mills Grace Watson Brooke Kilmister Kayla Baker | 6:45,03 |
| Vierer mit Steuerfrau (JW4+)  | Italien Clara Massaria Lucrezia Baudino Beatrice Giuliani Nadine Agyemang-Heard Giulia Clerici (Stf.)                                                                 | 7:14,19 | Australien Ella Mentzines Laura Chancellor Lauren Graham Isabelle Furrer Hannah Cowap (Stf.)                                                                   | 7:16,92 | Vereinigte Staaten Noelle Amlicke Julia Abbruzzese Kaitlin Knifton Heidi Jacobson Caroline Ricksen (Stf.)                                                                           | 7:17,59 |
| Achter (JW8+)                 | Tschechien Barbora Matlova Emma Benyskova Katerina Pivkova Marie Stefkova Zuzana Stepankova Nikola Kropackova Barbora Karova Valentyna Kolarova Lucie Novakova (Stf.) | 6:27,81 | Vereinigte Staaten Samantha Henriksen Gabrielle Graves Isabel Mezei Lena Brown Azja Czajkowski Francesca Raggi Jessica Mixon Hannah Schaenman Alin Pasa (Stf.) | 6:29,62 | Rumänien Amalia Bucu Georgiana-Simona Tataru Lorena Constantin Gabriela Paraschiv Alice-Elena Turcanu Iuliana Timoc Alexandra Ungureanu Laura Pal Victoria-Stefania Petreanu (Stf.) | 6:31,19 |

## Medaillenspiegel
| Platz | Land                   | Gold | Silber | Bronze | Gesamt |
| ----- | ---------------------- | ---- | ------ | ------ | ------ |
| 1     | Vereinigte Staaten     | 2    | 4      | 1      | 7      |
| 2     | Italien                | 2    | 1      | 2      | 5      |
| 3     | Vereinigtes Königreich | 2    | 1      |        | 3      |
| 4     | Tschechien             | 2    |        | 1      | 3      |
| 4     | Rumänien               | 2    |        | 1      | 3      |
| 6     | Deutschland            | 1    | 2      | 2      | 5      |
| 7     | Griechenland           | 1    | 2      |        | 3      |
| 8     | Volksrepublik China    | 1    |        |        | 1      |
| 8     | Schweiz                | 1    |        |        | 1      |
| 10    | Australien             |      | 2      | 1      | 3      |
| 11    | Neuseeland             |      | 1      | 2      | 3      |
| 12    | Argentinien            |      | 1      |        | 1      |
| 13    | Belgien                |      |        | 1      | 1      |
| 13    | Chile                  |      |        | 1      | 1      |
| 13    | Kroatien               |      |        | 1      | 1      |
| 13    | Niederlande            |      |        | 1      | 1      |
| Summe | Summe                  | 14   | 14     | 14     | 42     |